# Kayo Wnorowski
Casmier Valentine Wnorowski, conosciuto successivamente come Casmier Wayner, detto Kayo (Schenectady, 4 ottobre 1921 – 15 aprile 1998), è stato un cestista statunitense, professionista nella NBL.

## Carriera
Giocò una stagione nella NBL, disputando 19 partite con 1,6 punti di media.